# Rubiaceae

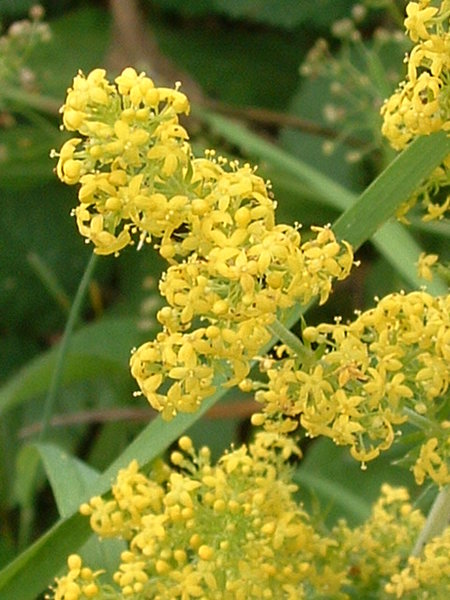
Galium verum

Rubiaceae este o familie de plante cu flori. Cu peste 13.000 de specii în 611 genuri aceasta este a patra cea mai mare familie de plante angiosperme.

## Specii din România
Flora României conține 55 de specii ce aparțin la 6 genuri:
- Asperula arvensis
- Asperula capitata
- Asperula carpatica = Sânziene de munte
- Asperula cynanchica
- Asperula laevigata
- Asperula orientalis
- Asperula rumelica
- Asperula setulosa
- Asperula taurina = Steluțe
- Asperula tenella
- Asperula tinctoria
- Crucianella angustifolia
- Cruciata glabra
- Cruciata laevipes
- Cruciata pedemontana
- Galium album
- Galium anisophyllon
- Galium aparine = Turiță, Lipicioasă
- Galium austriacum
- Galium baillonii
- Galium boreale
- Galium debile
- Galium divaricatum
- Galium eruptivum
- Galium flavescens
- Galium glaucum
- Galium humifusum
- Galium kitaibelianum
- Galium lucidum
- Galium moldavicum
- Galium mollugo = Sânziene albe
- Galium octonarium
- Galium odoratum
- Galium palustre
- Galium parisiense
- Galium pseudaristatum
- Galium pumilum
- Galium purpureum = Sânziene roșii
- Galium rivale
- Galium rotundifolium
- Galium rubioides = Drăgaică mare
- Galium saxatile
- Galium schultesii = Sânziene de pădure
- Galium scutellaris
- Galium spurium
- Galium sylvaticum
- Galium tenuissimum
- Galium tricornutum
- Galium uliginosum
- Galium verticillatum
- Galium verum = Sânziene, Drăgaică
- Galium volhynicum
- Galium wirtgenii
- Rubia tinctorum = Roibă
- Sherardia arvensis

## Genuri
- Acranthera
- Acrobotrys
- Acrosynanthus
- Acunaeanthus
- Adenorandia
- Adina
- Adinauclea
- Afrocanthium
- Agathisanthemum
- Agouticarpa
- Aidia
- Aidiopsis
- Airosperma
- Alberta
- Aleisanthia
- Aleisanthiopsis
- Alibertia
- Alleizettella
- Alseis
- Amaioua
- Amaracarpus
- Amphiasma
- Amphidasya
- Amphistemon
- Antherostele
- Anthorrhiza
- Anthospermopsis
- Anthospermum
- Antirhea
- Aoranthe
- Aphaenandra
- Aphanocarpus
- Apomuria
- Arachnothryx
- Arcytophyllum
- Argocoffeopsis
- Argostemma
- Asemnantha
- Asperula
- Astiella
- Atractocarpus
- Atractogyne
- Augusta
- Aulacocalyx
- Badusa
- Balmea
- Bathysa
- Batopedina
- Bellizinca
- Belonophora
- Benkara
- Benzonia
- Berghesia
- Bertiera
- Bikkia
- Blepharidium
- Bobea
- Boholia
- Borojoa
- Bothriospora
- Botryarrhena
- Bouvardia
- Brachytome
- Bradea
- Bremeria
- Brenania
- Breonadia
- Breonia
- Bruxanelia
- Bullockia
- Bungarimba
- Burchellia
- Burttdavya
- Byrsophyllum
- Callipeltis
- Calochone
- Calycophyllum
- Calycosia
- Calycosiphonia
- Canephora
- Canthium
- Capirona
- Carapichea
- Carpacoce
- Carphalea
- Carterella
- Casasia
- Catesbaea
- Catunaregam
- Cephalanthus
- Ceratopyxis
- Ceriscoides
- Ceuthocarpus
- Chaetostachydium
- Chalepophyllum
- Chamaepentas
- Chapelieria
- Chassalia
- Chazaliella
- Chimarrhis
- Chiococca
- Chione
- Chomelia
- Ciliosemina
- Cinchona
- Cinchonopsis
- Cladoceras
- Clarkella
- Coccochondra
- Coccocypselum
- Coddia
- Coelopyrena
- Coelospermum
- Coffea
- Coleactina
- Colleteria
- Colletoecema
- Condaminea
- Conostomium
- Coprosma
- Coptophyllum
- Coptosapelta
- Coptosperma
- Cordiera
- Cordylostigma
- Corynanthe
- Coryphothamnus
- Cosmibuena
- Cosmocalyx
- Coussarea
- Coutaportla
- Coutarea
- Cowiea
- Craterispermum
- Cremaspora
- Cremocarpon
- Crobylanthe
- Crossopteryx
- Crucianella
- Cruciata
- Cruckshanksia
- Crusea
- Csapodya
- Cubanola
- Cuviera
- Cyanoneuron
- Cyclophyllum
- Damnacanthus
- Danais
- Deccania
- Declieuxia
- Dendrosipanea
- Denscantia
- Dentella
- Deppea
- Diacrodon
- Dialypetalanthus
- Dibrachionostylus
- Dichilanthe
- Dictyandra
- Didymaea
- Didymochlamys
- Didymopogon
- Didymosalpinx
- Diodella
- Diodia
- Dioecrescis
- Dioicodendron
- Diplospora
- Dirichletia
- Discospermum
- Diyaminauclea
- Dolianthus
- Dolichodelphys
- Dolicholobium
- Dolichometra
- Dolichopentas
- Duidania
- Dunnia
- Duperrea
- Duroia
- Durringtonia
- Edithea
- Eizia
- Elaeagia
- Eleuthranthes
- Emmenopterys
- Emmeorhiza
- Empogona
- Eosanthe
- Eriosemopsis
- Erithalis
- Ernodea
- Eteriscius
- Euclinia
- Everistia
- Exostema
- Fadogia
- Fadogiella
- Faramea
- Ferdinandusa
- Feretia
- Fergusonia
- Fernelia
- Flagenium
- Fleroya
- Flexanthera
- Fosbergia
- Gaertnera
- Galianthe
- Galiniera
- Galium
- Gallienia
- Galopina
- Ganguelia
- Gardenia
- Gardeniopsis
- Genipa
- Gentingia
- Geophila
- Gillespiea
- Gleasonia
- Glionnetia
- Glossostipula
- Gomphocalyx
- Gonzalagunia
- Greenea
- Greeniopsis
- Guettarda
- Guihaiothamnus
- Gynochthodes
- Gyrostipula
- Habroneuron
- Haldina
- Hamelia
- Hedstromia
- Hedyotis
- Hedythyrsus
- Heinsenia
- Heinsia
- Hekistocarpa
- Henriquezia
- Heterophyllaea
- Hillia
- Himalrandia
- Hindsia
- Hintonia
- Hippotis
- Hodgkinsonia
- Hoffmannia
- Holstianthus
- Homollea
- Homolliella
- Houstonia
- Hutchinsonia
- Hydnophytum
- Hydrophylax
- Hymenocoleus
- Hymenodictyon
- Hyperacanthus
- Hypobathrum
- Hyptianthera
- Isertia
- Isidorea
- Ixora
- Jackiopsis
- Janotia
- Joosia
- Jovetia
- Kadua
- Kailarsenia
- Kajewskiella
- Keenania
- Keetia
- Kelloggia
- Kerianthera
- Khasiaclunea
- Klossia
- Knoxia
- Kochummenia
- Kohautia
- Kraussia
- Kutchubaea
- Ladenbergia
- Lamprothamnus
- Landiopsis
- Larsenaikia
- Lasianthus
- Lathraeocarpa
- Lecananthus
- Lecariocalyx
- Lelya
- Lemyrea
- Lepidostoma
- Leptactina
- Leptodermis
- Leptomischus
- Leptopetalum
- Leptoscela
- Leptostigma
- Lerchea
- Leucocodon
- Leucolophus
- Limnosipanea
- Lorencea
- Luculia
- Lucya
- Ludekia
- Macbrideina
- Machaonia
- Macrocnemum
- Macrosphyra
- Maguireocharis
- Maguireothamnus
- Malanea
- Manettia
- Manostachya
- Mantalania
- Margaritopsis
- Maschalocorymbus
- Maschalodesme
- Massularia
- Mastixiodendron
- Mazaea
- Melanopsidium
- Mericarpaea
- Merumea
- Metabolos
- Metadina
- Mexotis
- Meyna
- Micrasepalum
- Microphysa
- Mitchella
- Mitracarpus
- Mitragyna
- Mitrasacmopsis
- Mitriostigma
- Molopanthera
- Monosalpinx
- Morelia
- Morierina
- Morinda
- Morindopsis
- Motleyia
- Mouretia
- Multidentia
- Mussaenda
- Mussaendopsis
- Mycetia
- Myrioneuron
- Myrmecodia
- Myrmeconauclea
- Myrmephytum
- Nargedia
- Nauclea
- Neanotis
- Neblinathamnus
- Nematostylis
- Nenax
- Neobertiera
- Neoblakea
- Neohymenopogon
- Neolamarckia
- Neomussaenda
- Neonauclea
- Nernstia
- Nertera
- Nesohedyotis
- Neurocalyx
- Nichallea
- Nodocarpaea
- Normandia
- Nostolachma
- Notopleura
- Ochreinauclea
- Octotropis
- Oldenlandia
- Oldenlandiopsis
- Oligocodon
- Omiltemia
- Opercularia
- Ophiorrhiza
- Oreopolus
- Osa
- Otiophora
- Otomeria
- Ottoschmidtia
- Oxyanthus
- Oxyceros
- Pachystylus
- Paederia
- Pagamea
- Pagameopsis
- Palicourea
- Paracephaelis
- Parachimarrhis
- Paracorynanthe
- Paragenipa
- Paraknoxia
- Parapentas
- Patima
- Pauridiantha
- Pausinystalia
- Pavetta
- Payera
- Pentagonia
- Pentaloncha
- Pentanisia
- Pentanopsis
- Pentas
- Pentodon
- Peponidium
- Perakanthus
- Perama
- Peripeplus
- Pertusadina
- Petitiocodon
- Phellocalyx
- Phialanthus
- Phitopis
- Phuopsis
- Phyllacanthus
- Phyllis
- Phyllocrater
- Phyllomelia
- Phyllopentas
- Phylohydrax
- Picardaea
- Pimentelia
- Pinarophyllon
- Pinckneya
- Pitardella
- Pittoniotis
- Placocarpa
- Platycarpum
- Plectroniella
- Pleiocarpidia
- Pleiocoryne
- Pleiocraterium
- Plocama
- Plocaniophyllon
- Poecilocalyx
- Pogonolobus
- Pogonopus
- Polysphaeria
- Polyura
- Pomax
- Porterandia
- Portlandia
- Posoqueria
- Pouchetia
- Praravinia
- Pravinaria
- Preussiodora
- Prismatomeris
- Psathura
- Pseudaidia
- Pseudodiplospora
- Pseudohamelia
- Pseudomantalania
- Pseudomiltemia
- Pseudomussaenda
- Pseudonesohedyotis
- Pseudopyxis
- Psychotria
- Psydrax
- Psyllocarpus
- Pteridocalyx
- Pubistylus
- Pygmaeothamnus
- Pyragra
- Pyrostria
- Rachicallis
- Ramosmania
- Randia
- Raritebe
- Razafimandimbisonia
- Readea
- Remijia
- Renistipula
- Rennellia
- Retiniphyllum
- Rhadinopus
- Rhaphidura
- Rhipidantha
- Rhodopentas
- Richardia
- Riodocea
- Riqueuria
- Robbrechtia
- Robynsia
- Rogiera
- Roigella
- Ronabea
- Rondeletia
- Rosenbergiodendron
- Rothmannia
- Rovaeanthus
- Rubia
- Rubovietnamia
- Rudgea
- Rustia
- Rutidea
- Rytigynia
- Sabicea
- Sacosperma
- Saldinia
- Salzmannia
- Saprosma
- Sarcocephalus
- Sarcopygme
- Schismatoclada
- Schizenterospermum
- Schizocolea
- Schizomussaenda
- Schizostigma
- Schmidtottia
- Schradera
- Schumanniophyton
- Schwendenera
- Scolosanthus
- Scyphiphora
- Scyphostachys
- Sericanthe
- Serissa
- Shaferocharis
- Sherardia
- Sherbournia
- Siemensia
- Simira
- Sinoadina
- Sipanea
- Sipaneopsis
- Siphonandrium
- Sommera
- Spathichlamys
- Spermacoce
- Spermadictyon
- Sphinctanthus
- Spiradiclis
- Squamellaria
- Stachyarrhena
- Stachyococcus
- Staelia
- Standleya
- Steenisia
- Stelechantha
- Stenaria
- Stenosepala
- Stenostomum
- Stenotis
- Stephanococcus
- Stevensia
- Steyermarkia
- Stichianthus
- Stilpnophyllum
- Stipularia
- Streblosa
- Streblosiopsis
- Strumpfia
- Stylosiphonia
- Suberanthus
- Synaptantha
- Syringantha
- Tamilnadia
- Tammsia
- Tamridaea
- Tarenna
- Tarennoidea
- Temnocalyx
- Temnopteryx
- Tennantia
- Tessiera
- Thamnoldenlandia
- Theligonum
- Thiollierea
- Thogsennia
- Timonius
- Tinadendron
- Tobagoa
- Tocoyena
- Tortuella
- Trailliaedoxa
- Tresanthera
- Triainolepis
- Tricalysia
- Trichostachys
- Triflorensia
- Trigonopyren
- Uncaria
- Urophyllum
- Valantia
- Vangueria
- Vangueriella
- Vangueriopsis
- Warszewiczia
- Wendlandia
- Vidalasia
- Villaria
- Virectaria
- Wittmackanthus
- Xanthophytum
- Xantonnea
- Xantonneopsis
- Zuccarinia